# Serie B 2023-2024 (rugby a 15)
Il campionato di Serie B di rugby a 15 2023-2024 fu la ventunesima edizione e rappresenta il terzo livello del campionato nazionale italiano maschile di rugby a 15.
L'organico della precedente stagione vede la sostituzione delle promosse Monferrato, Rugby Roma, squadra cadetta di Viadana e Villorba con le retrocesse dalla Serie A, ovvero CUS Genova, Perugia, Pro Recco e Romagna.
Inoltre a fronte delle quattro retrocesse Arechi, Imola, Mirano e Olbia si registrano gli ingressi come promosse dalla Serie C di Amatori Catania, Cernusco, Colleferro, cadetta del Colorno, Gubbio, Rho, Rovato e Villadose
Si registra la rinuncia alla categoria del Novara e del Brescia che confluisce per quanto concerne la prima squadra nella nuova Brixia, che acquisisce il titolo sportivo del Franciacorta.
A completamento degli organici si registrano i ripescaggi in Serie A di Amatori&Union, Florentia (mutuata in Unione Firenze) e Paganica.
Per raggiungere quindi il numero di 48 compagini previste si rende necessario il ripescaggio dalla Serie C di ulteriori sei squadre ovvero Arechi (appena retrocessa), Belluno, cadetta del CUS Milano, Lions Alto Lazio, Pieve e Trento.

## Regolamento
Il torneo prevedeva la suddivisione in quattro gironi su base territoriale, composti da dodici squadre ciascuno.
Al termine della stagione regolare la prima classificata di ogni girone è promossa in Serie A2. 
In seguito a una modifica del regolamento ottiene la promozione in A2 anche la migliore seconda classificata mentre le ultime di ogni girone disputeranno un playout per determinare le tre retrocesse.

## Squadre partecipanti

### Girone 1
- Amatori Capoterra
- Bergamo
- Cernusco
- CUS Genova
- CUS Milano A
- Ivrea
- Lecco
- Piacenza
- Pro Recco
- Rho
- Savona
- Varese

### Girone 2
- Bologna
- Colorno A
- CUS Siena
- Firenze 1931
- Rugby Gubbio
- Highlanders Formigine
- Jesi '70
- Lions Amaranto
- Modena
- Pieve
- Romagna
- U.R. San Benedetto

### Girone 3
- Belluno
- Botticino
- Brixia
- Castellana
- CUS Padova
- Feltre
- Mogliano A
- Rovato
- San Donà
- San Marco Venezia Mestre
- Trento
- Villadose

### Girone 4
- Amatori Catania
- Arechi
- Benevento
- Capitolina A
- Colleferro
- CUS Catania
- Frascati Rugby Club
- LA Rugby L’Aquila
- Lions Alto Lazio
- Messina
- Perugia
- US Roma

## Fase a gironi
Risultati e classifiche sono aggiornati in base a federugby.it. 

### Girone 1

#### Risultati
(aggiornati al 23-04-2024, dopo la 20ª giornata)
| 8-10-2023  | 1ª/12ª giornata                  | 28-1-2024         |
| ---------- | -------------------------------- | ----------------- |
| 62-12      | Piacenza — Ivrea                 | 59-13             |
| 21-30      | Bergamo — Lecco                  | 27-33             |
| 33-14      | Savona — Pro Recco               | 15-25             |
| 10-12      | Rho — CUS Genova                 | 23-29             |
| 18-20      | Varese — CUS Milano A            | 13-33             |
| 28-10      | Amatori Capoterra — Cernusco     | 15-19             |
|            |                                  |                   |
| 29-10-2023 | 4ª/15ª giornata                  | 25-2-2024         |
| 9-9        | CUS Milano A — Amatori Capoterra | 17-31             |
| 8-43       | Varese — Piacenza                | 7-59              |
| 29-24      | CUS Genova — Bergamo             | 12-59             |
| 21-29      | Ivrea — Rho                      | 14-26             |
| 36-14      | Lecco — Savona                   | 28-10             |
| 12-22      | Pro Recco — Cernusco             | 16-27             |
|            |                                  |                   |
| 26-11-2023 | 7ª/18ª giornata                  | 24-3-2024         |
| 32-36      | Amatori Capoterra — Piacenza     | 17-40             |
| 3-25       | Cernusco — Ivrea                 | 0-32              |
| 29-47      | Rho — Bergamo                    | 7-63              |
| 24-13      | Savona — Varese                  | 27-22             |
| 28-27      | CUS Milano A — CUS Genova        | 29-17             |
| 57-0       | Lecco — Pro Recco                | 41-15             |
|            |                                  |                   |
| 14-01-2024 | 10ª/21ª giornata                 | 28-4-2024         |
| 23-25      | Rho — Amatori Capoterra          | 26-17             |
| 20-19      | Savona — Cernusco                | 26-75             |
| 49-3       | Piacenza — Pro Recco             | 38-19             |
| 55-19      | Bergamo — CUS Milano A           | 35-15             |
| 20-7       | Varese — Ivrea                   | 27-26             |
| 17-17      | CUS Genova — Lecco               | 0-55 (12-05-2024) |

| 15-10-2023 | 2ª/13ª giornata                | 11-2-2024 |
| ---------- | ------------------------------ | --------- |
| 18-5       | Lecco — Amatori Capoterra      | 18-12     |
| 12-27      | Cernusco — Piacenza            | 19-52     |
| 14-35      | Ivrea — Bergamo                | 0-10      |
| 15-11      | CUS Milano A — Savona          | 10-11     |
| 22-21      | Pro Recco — Rho                | 8-44      |
| 38-5       | CUS Genova — Varese            | 5-33      |
|            |                                |           |
| 12-11-2023 | 5ª/16ª giornata                | 3-3-2024  |
| 41-13      | Amatori Capoterra — Ivrea      | 12/05     |
| 10-30      | Cernusco — Lecco               | 5-42      |
| 31-22      | Piacenza — Bergamo             | 25-22     |
| 27-22      | Savona — CUS Genova            | 0-12      |
| 45-8       | Rho — Varese                   | 32-34     |
| 32-6       | CUS Milano A — Pro Recco       | 13-26     |
|            |                                |           |
| 10-12-2023 | 8ª/19ª giornata                | 14-4-2024 |
| 15-20      | CUS Genova — Amatori Capoterra | 3-49      |
| 31-13      | Rho — Cernusco                 | 32-7      |
| 95-0       | Piacenza — Savona              | 61-7      |
| 56-17      | Bergamo — Pro Recco            | 38-23     |
| 29-24      | Ivrea — CUS Milano A           | 24-15     |
| 6-15       | Varese — Lecco                 | 7-57      |
|            |                                |           |
| 21-01-2024 | 11ª/22ª giornata               | 7-5-2024  |
| 46-20      | Amatori Capoterra — Savona     | 56-24     |
| 5-41       | Cernusco — Bergamo             | 14-80     |
| 14-15      | Lecco — Piacenza               | 18-30     |
| 25-10      | Ivrea — CUS Genova             | 16-10     |
| 31-20      | CUS Milano A — Rho             | 23-23     |
| 28-18      | Pro Recco — Varese             | 16-25     |

| 22-10-2023 | 3ª/14ª giornata               | 18-2-2024 |
| ---------- | ----------------------------- | --------- |
| 62-5       | Amatori Capoterra — Pro Recco | 24-14     |
| 27-12      | Cernusco — CUS Milano A       | 10-13     |
| 43-8       | Pianceza — CUS Genova         | 31-13     |
| 76-7       | Bergamo — Varese              | 21-3      |
| 14-12      | Savona — Ivrea                | 6-12      |
| 25-30      | Rho — Lecco                   | 12-27     |
|            |                               |           |
| 19-11-2023 | 6ª/17ª giornata               | 17-3-2024 |
| 28-31      | Varese — Amatori Capoterra    | 7-35      |
| 10-13      | CUS Genova — Cernusco         | 36-34     |
| 33-10      | Piacenza — Rho                | 36-17     |
| 80-0       | Bergamo — Savona              | 56-14     |
| 17-10      | Ivrea — Pro Recco             | 16-17     |
| 20-3       | Lecco — CUS Milano A          | 24-17     |
|            |                               |           |
| 17-12-2023 | 9ª/20ª giornata               | 21-4-2024 |
| 20-40      | Amatori Capoterra — Bergamo   | 5-34      |
| 35-20      | Cernusco — Varese             | 15-16     |
| 14-43      | CUS Milano A — Piacenza       | 17-43     |
| 29-11      | Lecco — Ivrea                 | 35-10     |
| 17-34      | Savona — Rho                  | 11-22     |
| 26-22      | Pro Recco — CUS Genova        | 12-21     |

### Girone 2

#### Risultati
(aggiornati al 23-04-2024, dopo la 20ª giornata)
| 8-10-2023  | 1ª/12ª giornata                     | 28-1-2024 |
| ---------- | ----------------------------------- | --------- |
| 57-10      | Romagna — Pieve                     | 62-3      |
| 68-0       | Bologna — US Firenze                | 59-10     |
| 27-0       | Modena — Lions Amaranto             | 47-18     |
| 24-17      | U.R. San Benedetto — CUS Siena      | 27-21     |
| 14-10      | Gubbio — Formigine                  | 0-3       |
| 0-28       | Colorno A — Jesi                    | 44-17     |
|            |                                     |           |
| 28-10-2023 | 4ª/15ª giornata                     | 25-2-2024 |
| 3-80       | Jesi — Romagna                      | 14-89     |
| 19-19      | CUS Siena — Pieve                   | 20-59     |
| 22-19      | Colorno A — Bologna                 | 28-26     |
| 3-38       | Formigine — Modena                  | 14-36     |
| 0-28       | US Firenze — Gubbio                 | 0-69      |
| 29-24      | Lions Amaranto — U.R. San Benedetto | 20-19     |
|            |                                     |           |
| 26-11-2023 | 7ª/18ª giornata                     | 24-3-2024 |
| 51-29      | Romagna — Bologna                   | 33-33     |
| 55-7       | Pieve — US Firenze                  | 45-24     |
| 19-28      | Gubbio — Modena                     | 14-29     |
| 14-39      | U.R. San Benedetto — Colorno A      | 27-59     |
| 43-0       | Jesi — Formigine                    | 5-14      |
| 23-19      | CUS Siena — Lions Amaranto          | 29-15     |
|            |                                     |           |
| 14-01-2024 | 10ª/21ª giornata                    | 28-4-2024 |
| 8-52       | Gubbio — Romagna                    | 0-88      |
| 24-20      | U.R. San Benedetto — Pieve          | 20-24     |
| 38-0       | Bologna — CUS Siena                 | 26-0      |
| 49-17      | Modena — Jesi                       | 26-7      |
| 50-3       | Colorno A — US Firenze              | 55-5      |
| 12-14      | Formigine — Lions Amaranto          | 21-25     |

| 15-10-2023 | 2ª/13ª giornata                | 11-2-2024 |
| ---------- | ------------------------------ | --------- |
| 18-50      | Lions Amaranto — Romagna       | 5-68      |
| 9-37       | Pieve — Bologna                | 27-24     |
| 12-45      | US Firenze — Modena            | 7-46      |
| 23-21      | Jesi — U.R. San Benedetto      | 17-17     |
| 28-14      | CUS Siena — Gubbio             | 7-21      |
| 10-32      | Formigine — Colorno A          | 14-83     |
|            |                                |           |
| 12-11-2023 | 5ª/16ª giornata                | 3-3-2024  |
| 64-10      | Romagna — US Firenze           | 106-0     |
| 19-8       | Pieve — Lions Amaranto         | 18-19     |
| 27-22      | Bologna — Modena               | 30-26     |
| 23-13      | U.R. San Benedetto — Formigine | 33-11     |
| 5-40       | Gubbio — Colorno A             | 15-78     |
| 15-12      | Jesi — CUS Siena               | 25-28     |
|            |                                |           |
| 10-12-2023 | 8ª/19ª giornata                | 14-4-2024 |
| 0-94       | Formigine — Romagna            | 0-111     |
| 27-24      | Gubbio — Pieve                 | 13-40     |
| 54-15      | Bologna — U.R. San Benedetto   | 38-22     |
| 70-0       | Modena — CUS Siena             | 38-0      |
| 19-17      | US Firenze — Jesi              | 12-46     |
| 71-0       | Colorno A — Lions Amaranto     | 43-13     |
|            |                                |           |
| 21-01-2024 | 11ª/22ª giornata               | 7-5-2024  |
| 104-3      | Romagna — U.R. San Benedetto   | 69-10     |
| 12-26      | Pieve — Modena                 | 12-45     |
| 17-36      | Lions Amaranto — Bologna       | 26-66     |
| 22-17      | US Firenze — Formigine         | 43-14     |
| 22-21      | Jesi — Gubbio                  | 27-29     |
| 5-66       | CUS Siena — Colorno A          | 13-52     |

| 22-10-2023 | 3ª/14ª giornata                 | 18-2-2024 |
| ---------- | ------------------------------- | --------- |
| 92-5       | Romagna — CUS Siena             | 98-10     |
| 45-5       | Pieve — Jesi                    | 30-3      |
| 85-7       | Bologna — Formigine             | 57-8      |
| 20-17      | Modena — Colorno A              | 10-38     |
| 13-10      | Gubbio — Lions Amaranto         | 11-38     |
| 45-11      | U.R. San Benedetto — US Firenze | 34-24     |
|            |                                 |           |
| 19-11-2023 | 6ª/17ª giornata                 | 17-3-2024 |
| 24-24      | Colorno A — Romagna             | 24-45     |
| 17-39      | Formigine — Pieve               | 5-36      |
| 40-7       | Bologna — Gubbio                | 40-7      |
| 0-28       | US Firenze — CUS Siena          | 9-33      |
| 19-19      | Modena — U.R. San Benedetto     | 48-10     |
| 20-17      | Lions Amaranto — Jesi           | 30-27     |
|            |                                 |           |
| 17-12-2023 | 9ª/20ª giornata                 | 21-4-2024 |
| 26-3       | Romagna — Modena                | 31-17     |
| 14-39      | Pieve — Colorno A               | 10-36     |
| 23-22      | Jesi — Bologna                  | 7-85      |
| 17-21      | Lions Amaranto — US Firenze     | 15-17     |
| 48-0       | U.R. San Benedetto — Gubbio     | 27-27     |
| 17-10      | CUS Siena — Formigine           | 26-20     |

### Girone 3

#### Risultati
(aggiornati al 23-04-2024, dopo la 20ª giornata)
| 8-10-2023  | 1ª/12ª giornata                    | 28-1-2024 |
| ---------- | ---------------------------------- | --------- |
| 13-10      | Feltre — Trento                    | 24-8      |
| 24-25      | Belluno — Mogliano A               | 12-38     |
| 15-19      | Brixia — Rovato                    | 21-21     |
| 33-16      | San Donà — Villadose               | 15-14     |
| 55-0       | Castellana — S.Marco VeneziaMestre | 39-19     |
| 20-21      | Botticino — CUS Padova             | 17-24     |
|            |                                    |           |
| 29-10-2023 | 4ª/15ª giornata                    | 25-2-2024 |
| 18-50      | CUS Padova — Feltre                | 10-32     |
| 22-32      | Villadose — Trento                 | 5-18      |
| 12-29      | Botticino — Belluno                | 0-40      |
| 0-34       | S.Marco VeneziaMestre — Brixia     | 10-80     |
| 22-12      | Mogliano A — Castellana            | 36-19     |
| 27-32      | Rovato — San Donà                  | 10-47     |
|            |                                    |           |
| 26-11-2023 | 7ª/18ª giornata                    | 24-3-2024 |
| 32-12      | Feltre — Belluno                   | 25-23     |
| 10-33      | Trento — Mogliano A                | 3-31      |
| 25-17      | Castellana — Brixia                | 13-20     |
| 97-0       | San Donà — Botticino               | 19-12     |
| 44-19      | CUS Padova — S.Marco VeneziaMestre | 22-17     |
| 28-29      | Villadose — Rovato                 | 15-39     |
|            |                                    |           |
| 14-01-2024 | 10ª/21ª giornata                   | 28-4-2024 |
| 5-31       | Castellana — Feltre                | 30-29     |
| 44-25      | San Donà — Trento                  | 29-5      |
| 41-21      | Belluno — Villadose                | 8-15      |
| 22-15      | Brixia — CUS Padova                | 51-5      |
| 13-46      | Botticino — Mogliano A             | 7-38      |
| 8-36       | S.Marco VeneziaMestre — Rovato     | 7-61      |

| 15-10-2023 | 2ª/13ª giornata                    | 11-2-2024 |
| ---------- | ---------------------------------- | --------- |
| 21-22      | Feltre — Rovato                    | 13-33     |
| 40-6       | Trento — Belluno                   | 13-15     |
| 26-22      | Mogliano A — Brixia                | 12-32     |
| 10-20      | CUS Padova — San Donà              | 12-44     |
| 12-22      | Villadose — Castellana             | 13-22     |
| 0-28       | S.Marco VeneziaMestre — Botticino  | 12-32     |
|            |                                    |           |
| 12-11-2023 | 5ª/16ª giornata                    | 3-3-2024  |
| 22-33      | Feltre — Mogliano A                | 18-16     |
| 31-16      | Trento — Rovato                    | 15-29     |
| 7-38       | Belluno — Brixia                   | 15-26     |
| 43-7       | San Donà — S.Marco VeneziaMestre   | 57-7      |
| 46-8       | Castellana — Botticino             | 30-48     |
| 23-18      | CUS Padova — Villadose             | 17-24     |
|            |                                    |           |
| 10-12-2023 | 8ª/19ª giornata                    | 14-4-2024 |
| 0-57       | S.Marco VeneziaMestre — Feltre     | 17-59     |
| 15-8       | Castellana — Trento                | 22-48     |
| 20-45      | Belluno — San Donà                 | 24-36     |
| 24-20      | Brixia — Villadose                 | 39-17     |
| 22-20      | Mogliano A — CUS Padova            | 37-24     |
| 20-24      | Botticino — Rovato                 | 10-42     |
|            |                                    |           |
| 21-01-2024 | 11ª/22ª giornata                   | 7-5-2024  |
| 14-25      | Feltre — San Donà                  | 19-53     |
| 19-19      | Trento — Brixia                    | 7-32      |
| 32-10      | Rovato — Belluno                   | 30-24     |
| 46-0       | Mogliano A — S.Marco VeneziaMestre | 35-14     |
| 15-10      | CUS Padova — Castellana            | 26-29     |
| 32-30      | Villadose — Botticino              | 25-23     |

| 22-10-2023 | 3ª/14ª giornata                   | 18-2-2024 |
| ---------- | --------------------------------- | --------- |
| 65-12      | Feltre — Villadose                | 34-28     |
| 28-0       | Trento — CUS Padova               | 28-22     |
| 20-7       | Belluno — S.Marco VeneziaMestre   | 45-7      |
| 64-8       | Brixia — Botticino                | 43-22     |
| 20-12      | San Donà — Mogliano A             | 13-20     |
| 25-12      | Castellana — Rovato               | 12-37     |
|            |                                   |           |
| 19-11-2023 | 6ª/17ª giornata                   | 17-3-2024 |
| 12-41      | Botticino — Feltre                | 19-45     |
| 10-18      | S.Marco VeneziaMestre — Trento    | 10-34     |
| 27-26      | Belluno — Castellana              | 29-32     |
| 34-18      | Brixia — San Donà                 | 8-41      |
| 49-10      | Mogliano A — Villadose            | 32-18     |
| 37-14      | Rovato — CUS Padova               | 24-17     |
|            |                                   |           |
| 17-12-2023 | 9ª/20ª giornata                   | 21-4-2024 |
| 20-40      | Feltre — Brixia                   | 29-32     |
| 35-20      | Trento — Botticino                | 31-17     |
| 14-43      | CUS Padova — Belluno              | 12-20     |
| 29-11      | Rovato — Mogliano A               | 13-27     |
| 17-34      | San Donà — Castellana             | 57-13     |
| 26-22      | Villadose — S.Marco VeneziaMestre | 31-31     |

### Girone 4

#### Risultati
(aggiornati al 23-04-2024, dopo la 20ª giornata)
| 8-10-2023  | 1ª/12ª giornata                  | 28-1-2024 |
| ---------- | -------------------------------- | --------- |
| 26-5       | Messina — Amatori Catania        | 13-19     |
| 24-20      | Lions Alto Lazio — CUS Catania   | 34-15     |
| 24-23      | Colleferro — US Roma             | 11-20     |
| 55-10      | LA Rugby L'Aquila — Perugia      | 50-7      |
| 8-24       | Benevento — Arechi               | 23-32     |
| 33-29      | Frascati — Capitolina A          | 19-16     |
|            |                                  |           |
| 28-10-2023 | 4ª/15ª giornata                  | 25-2-2024 |
| 55-23      | Capitolina A — Messina           | 26-29     |
| 45-38      | Frascati — Lions Alto Lazio      | 14-15     |
| 17-21      | Arechi — US Roma                 | 3-42      |
| 45-17      | Colleferro — Amatori Catania     | 24-21     |
| 13-18      | CUS Catania — LA Rugby L'Aquila  | 14-67     |
| 48-10      | Perugia — Benevento              | 14-29     |
|            |                                  |           |
| 26-11-2023 | 7ª/18ª giornata                  | 24-3-2024 |
| 21-25      | Messina — US Roma                | -         |
| 10-73      | Arechi — Lions Alto Lazio        | 12-59     |
| 20-25      | Benevento — Amatori Catania      | 33-32     |
| 16-17      | Capitolina A — LA Rugby L'Aquila | 15-32     |
| 41-5       | CUS Catania — Perugia            | 24-25     |
| 13-17      | Frascati — Colleferro            | 15-20     |
|            |                                  |           |
| 14-01-2024 | 10ª/21ª giornata                 | 28-4-2024 |
| 51-14      | Messina — Benevento              | 17-31     |
| 30-11      | Capitolina A — Lions Alto Lazio  | 26-17     |
| 13-13      | US Roma — LA Rugby L'Aquila      | 14-13     |
| 15-31      | Amatori Catania — Frascati       | 14-66     |
| 35-10      | Colleferro — Perugia             | 35-45     |
| 28-24      | Arechi — CUS Catania             | 15-33     |

| 15-10-2023 | 2ª/13ª giornata                    | 11-2-2024 |
| ---------- | ---------------------------------- | --------- |
| 18-20      | Arechi — Messina                   | 17-37     |
| 21-37      | Amatori Catania — Lions Alto Lazio | 12-46     |
| 17-8       | Capitolina A — US Roma             | 8-17      |
| 0-6        | Colleferro — LA Rugby L'Aquila     | 10-40     |
| 52-0       | CUS Catania — Benevento            | 10-29     |
| 7-28       | Perugia — Frascati                 | 7-52      |
|            |                                    |           |
| 12-11-2023 | 5ª/16ª giornata                    | 3-3-2024  |
| 28-23      | Messina — CUS Catania              | 22-38     |
| 53-5       | Lions Alto Lazio — Benevento       | 27-19     |
| 48-12      | US Roma — Perugia                  | 32-13     |
| 43-12      | Amatori Catania — Arechi           | 10-14     |
| 20-20      | LA Rugby L'Aquila — Frascati       | 20-26     |
| 25-20      | Capitolina A — Colleferro          | 21-24     |
|            |                                    |           |
| 10-12-2023 | 8ª/19ª giornata                    | 14-4-2024 |
| 22-31      | Messina — Lions Alto Lazio         | 10-54     |
| 21-9       | US Roma — Frascati                 | 33-21     |
| 12-0       | CUS Catania — Amatori Catania      | 23-15     |
| 60-0       | LA Rugby L'Aquila — Benevento      | 62-0      |
| 34-17      | Capitolina A — Perugia             | 12-32     |
| 51-3       | Colleferro — Arechi                | 54-4      |
|            |                                    |           |
| 21-01-2024 | 11ª/22ª giornata                   | 7-5-2024  |
| 80-0       | LA Rugby L'Aquila — Messina        | 36-3      |
| 31-29      | Lions Alto Lazio — Colleferro      | 19-12     |
| 31-7       | US Roma — Amatori Catania          | 33-14     |
| 17-15      | Benevento — Capitolina A           | 5-64      |
| 21-28      | Perugia — Arechi                   | 28-13     |
| 66-10      | Frascati — CUS Catania             | 48-15     |

| 22-10-2023 | 3ª/14ª giornata                      | 18-2-2024 |
| ---------- | ------------------------------------ | --------- |
| 31-33      | Messina — Colleferro                 | 28-40     |
| 40-5       | Lions Alto Lazio — Perugia           | 45-26     |
| 43-8       | US Roma — CUS Catania                | 24-20     |
| 22-19      | Amatori Catania — Capitolina A       | 7-55      |
| 60-5       | LA Rugby L'Aquila — Arechi           | 47-0      |
| 19-24      | Benevento — Frascati                 | 10-61     |
|            |                                      |           |
| 19-11-2023 | 6ª/17ª giornata                      | 17-3-2024 |
| 56-15      | Frascati — Messina                   | 34-38     |
| 19-22      | Lions Alto Lazio — LA Rugby L'Aquila | 3-29      |
| 7-17       | Benevento — US Roma                  | 14-50     |
| 23-31      | Perugia — Amatori Catania            | 19-35     |
| 21-45      | Arechi — Capitolina A                | 0-54      |
| 34-31      | CUS Catania — Colleferro             | 14-55     |
|            |                                      |           |
| 17-12-2023 | 9ª/20ª giornata                      | 21-4-2024 |
| 47-41      | Perugia — Messina                    | 24-28     |
| 18-20      | Lions Alto Lazio — US Roma           | 13-27     |
| 50-12      | LA Rugby L'Aquila — Amatori Catania  | 52-10     |
| 25-31      | CUS Catania — Capitolina A           | 11-34     |
| 25-50      | Benevento — Colleferro               | 14-54     |
| 73-7       | Frascati — Arechi                    | 47-17     |

## Classifiche
(aggiornate al 24-04-2024, dopo la 18ª giornata) (fonte: Federugby)

### Girone 1
| Pos | Squadra           | G  | V  | N | P  | PF  | PS  | DP   | BMP | Pt |
| --- | ----------------- | -- | -- | - | -- | --- | --- | ---- | --- | -- |
| 1   | Piacenza          | 20 | 20 | 0 | 0  | 883 | 267 | +616 | 16  | 96 |
| 2   | Lecco             | 20 | 18 | 1 | 1  | 601 | 242 | +359 | 14  | 88 |
| 3   | Bergamo           | 20 | 15 | 0 | 5  | 827 | 323 | +504 | 16  | 76 |
| 4   | Amatori Capoterra | 19 | 11 | 1 | 7  | 507 | 369 | +138 | 13  | 59 |
| 5   | Rho               | 20 | 8  | 0 | 12 | 492 | 488 | +4   | 16  | 48 |
| 6   | CUS Milano A      | 20 | 8  | 1 | 11 | 371 | 464 | −93  | 8   | 42 |
| 7   | CUS Genova        | 20 | 7  | 1 | 12 | 358 | 508 | −150 | 11  | 41 |
| 8   | Ivrea             | 19 | 7  | 0 | 12 | 307 | 445 | −138 | 5   | 33 |
| 9   | Cernusco          | 20 | 6  | 0 | 14 | 305 | 510 | −205 | 8   | 32 |
| 10  | Savona            | 20 | 7  | 0 | 13 | 281 | 634 | −353 | 3   | 31 |
| 11  | Pro Recco         | 20 | 6  | 0 | 14 | 299 | 628 | −329 | 1   | 25 |
| 12  | Varese            | 20 | 4  | 0 | 16 | 293 | 646 | −353 | 5   | 21 |

### Girone 2
| Pos | Squadra               | G  | V  | N | P  | PF   | PS  | DP    | BMP | Pt |
| --- | --------------------- | -- | -- | - | -- | ---- | --- | ----- | --- | -- |
| 1   | Romagna               | 20 | 18 | 2 | 0  | 1337 | 219 | +1118 | 18  | 94 |
| 2   | Colorno A             | 20 | 16 | 1 | 3  | 833  | 319 | +514  | 15  | 81 |
| 3   | Bologna               | 20 | 14 | 1 | 5  | 847  | 341 | +506  | 22  | 80 |
| 4   | Modena                | 20 | 14 | 1 | 5  | 644  | 314 | +330  | 16  | 74 |
| 5   | Pieve                 | 20 | 10 | 1 | 9  | 534  | 472 | +62   | 13  | 55 |
| 6   | U.R. San Benedetto    | 20 | 8  | 3 | 9  | 476  | 594 | −118  | 11  | 49 |
| 7   | CUS Siena             | 20 | 8  | 1 | 11 | 328  | 679 | −351  | 11  | 45 |
| 8   | Jesi '70              | 20 | 7  | 1 | 12 | 374  | 638 | −264  | 9   | 39 |
| 9   | Lions Amaranto        | 20 | 7  | 0 | 13 | 325  | 592 | −267  | 6   | 34 |
| 10  | Rugby Gubbio          | 20 | 6  | 1 | 13 | 333  | 564 | −231  | 4   | 30 |
| 11  | Firenze 1931          | 20 | 4  | 0 | 16 | 208  | 887 | −679  | 3   | 19 |
| 12  | Highlanders Formigine | 20 | 2  | 0 | 18 | 188  | 808 | −620  | 5   | 13 |

### Girone 3
| Pos | Squadra                  | G  | V  | N | P  | PF  | PS  | DP   | BMP | Pt |
| --- | ------------------------ | -- | -- | - | -- | --- | --- | ---- | --- | -- |
| 1   | San Donà                 | 20 | 18 | 0 | 2  | 734 | 285 | +449 | 13  | 85 |
| 2   | Mogliano A               | 20 | 16 | 0 | 4  | 574 | 321 | +253 | 15  | 79 |
| 3   | Brixia                   | 20 | 14 | 2 | 4  | 612 | 354 | +258 | 12  | 72 |
| 4   | Feltre                   | 20 | 14 | 0 | 6  | 645 | 357 | +288 | 15  | 71 |
| 5   | Rovato                   | 20 | 14 | 1 | 5  | 523 | 390 | +133 | 8   | 66 |
| 6   | Trento                   | 20 | 11 | 1 | 8  | 470 | 390 | +80  | 11  | 57 |
| 7   | Castellana               | 20 | 9  | 0 | 11 | 443 | 487 | −44  | 9   | 45 |
| 8   | Belluno                  | 20 | 8  | 0 | 12 | 449 | 505 | −56  | 10  | 42 |
| 9   | CUS Padova               | 20 | 7  | 0 | 13 | 376 | 524 | −148 | 9   | 37 |
| 10  | Villadose                | 20 | 3  | 1 | 16 | 387 | 602 | −215 | 8   | 22 |
| 11  | Botticino                | 20 | 3  | 0 | 17 | 365 | 737 | −372 | 10  | 22 |
| 12  | San Marco Venezia Mestre | 20 | 0  | 1 | 19 | 188 | 814 | −626 | 2   | 4  |

### Girone 4
| Pos | Squadra             | G  | V  | N | P  | PF  | PS  | DP   | BMP | Pt |
| --- | ------------------- | -- | -- | - | -- | --- | --- | ---- | --- | -- |
| 1   | LA Rugby L’Aquila   | 20 | 17 | 2 | 1  | 800 | 193 | +607 | 14  | 86 |
| 2   | US Roma             | 19 | 16 | 1 | 2  | 515 | 256 | +259 | 8   | 74 |
| 3   | Colleferro          | 20 | 14 | 0 | 6  | 627 | 396 | +231 | 16  | 72 |
| 4   | Lions Alto Lazio    | 20 | 14 | 0 | 6  | 671 | 393 | +278 | 15  | 71 |
| 5   | Frascati Rugby Club | 20 | 13 | 1 | 6  | 687 | 374 | +313 | 16  | 70 |
| 6   | Capitolina A        | 20 | 10 | 0 | 10 | 557 | 385 | +172 | 17  | 57 |
| 7   | Messina             | 19 | 8  | 0 | 11 | 483 | 639 | −156 | 13  | 45 |
| 8   | CUS Catania         | 20 | 6  | 0 | 14 | 431 | 579 | −148 | 12  | 36 |
| 9   | Amatori Catania     | 20 | 6  | 0 | 14 | 359 | 585 | −226 | 8   | 32 |
| 10  | Arechi              | 20 | 5  | 0 | 15 | 273 | 812 | −539 | 6   | 26 |
| 11  | Perugia             | 20 | 4  | 0 | 16 | 372 | 698 | −326 | 7   | 23 |
| 12  | Benevento           | 20 | 4  | 0 | 16 | 296 | 761 | −465 | 5   | 21 |